# دييغو بيلاييز
دييغو بيلاييز (بالإسبانية: Diego Peláez Silva)‏ هو لاعب كرة قدم إسباني، ولد في 18 مايو 1989 في سانتياغو دي كومبوستيلا في إسبانيا.